# Xyala exigua
Xyala exigua är en rundmaskart. Xyala exigua ingår i släktet Xyala och familjen Monhysteridae. Inga underarter finns listade i Catalogue of Life.